# Styloxus fuscus
Styloxus fuscus är en skalbaggsart som beskrevs av Chemsak och Linsley 1964. Styloxus fuscus ingår i släktet Styloxus och familjen långhorningar. Inga underarter finns listade i Catalogue of Life.